# Голомбар
Голомбар или Голумбар (на гръцки: Τουλουμπάρι, Тулумбари) е връх в планината Боздаг, Егейска Македония, Гърция. Върхът е висок 1087 m. В южното му подножие е бившето село Мокрош (Ливадеро). Често името на върха се разпростира на околния дял от Боздаг.

## Етимология
Името на върха е производно на , гълъб и късната наставка -ар. За архаичния произход на името говори и запазеният носов изговор на юса.